# Bronisław Drozdz
Bronisław Mikołaj Drozdz (ur. 6 grudnia 1956, zm. 17 kwietnia 2022 w Miasteczku Śląskim) – polski sztangista i samorządowiec, burmistrz Miasteczka Śląskiego w latach 2006–2010.

## Życiorys
W wieku 15 lat zaczął trenować podnoszenie ciężarów w HKS Odra Miasteczko Śląskie, następnie przeszedł do KS Śląsk Tarnowskie Góry. W 1976 został wicemistrzem Europy juniorów (kat. do lat 20) w dwuboju, w kategorii 56 kg. Zawody te miały równocześnie rangę mistrzostw świata w tej kategorii wiekowej. W klasyfikacji mistrzostw świata B. Drozdz zajął 4. miejsce w dwuboju. W 1984 został mistrzem Polski seniorów kategorii 67,5 kg. Był też mistrzem świata kolejarzy (1980) i drużynowym mistrzem Polski seniorów (1989).
W latach 2006–2010 był burmistrzem Miasteczka Śląskiego.